# Чик-флік
Чик-флік (англ. chick flick) — фільм для жіночої публіки 20-30-літнього віку. Термін виник у США й поширився спершу в англомовному світі.
«Чик» (англ. chick — дослівно курча, ціпа) означає на американському сленгу «молода жінка»; «флік» (англ. flick) — сленгове слово, що означає «кінофільм».
Аналогічно до «чик-флік» виник термін «чик-літ» — різновид жіночого роману. Як правило, це фільм для молодих жінок. Визначення фільму для дівчат, як зазначає The New York Times, є скоріше салонною грою, ніж наукою. Ці фільми, як правило, вважаються в популярній культурі такими, що мають формульні, розписані за номерами сюжетні лінії та персонажів. Це робить використання терміна «проблематичним» для позначення «легковажності, бездарності та повного комерціалізму», згідно з ReelzChannel.

## Приклади чик-флік
- Сталеві магнолії (1989)
- Тельма і Луїза (1991)
- Секс і місто (1998—2004)
- Відчайдушні домогосподарки (2004—2012)
- Армійські дружини (2007—2012)
- Війна наречених (2009)
- Різзолі та Айлз (2010—2016)
- Милі ошуканки (2010—2017)
- Подружки нареченої (2011)